# Charaxes ochracea
Charaxes ochracea är en fjärilsart som beskrevs av Rothschild 1900. Charaxes ochracea ingår i släktet Charaxes och familjen praktfjärilar. Inga underarter finns listade i Catalogue of Life.